# TG21型柴油机车
TG21型柴油机车（俄语：ТГ21）是苏联的窄轨干线柴油机车车型之一，由柳季诺沃斯基内燃机车制造厂设计制造，运用于萨哈林铁路。共计7台机车，其中1台为TG21型，另外6台称为TG22型（俄语：ТГ22）。

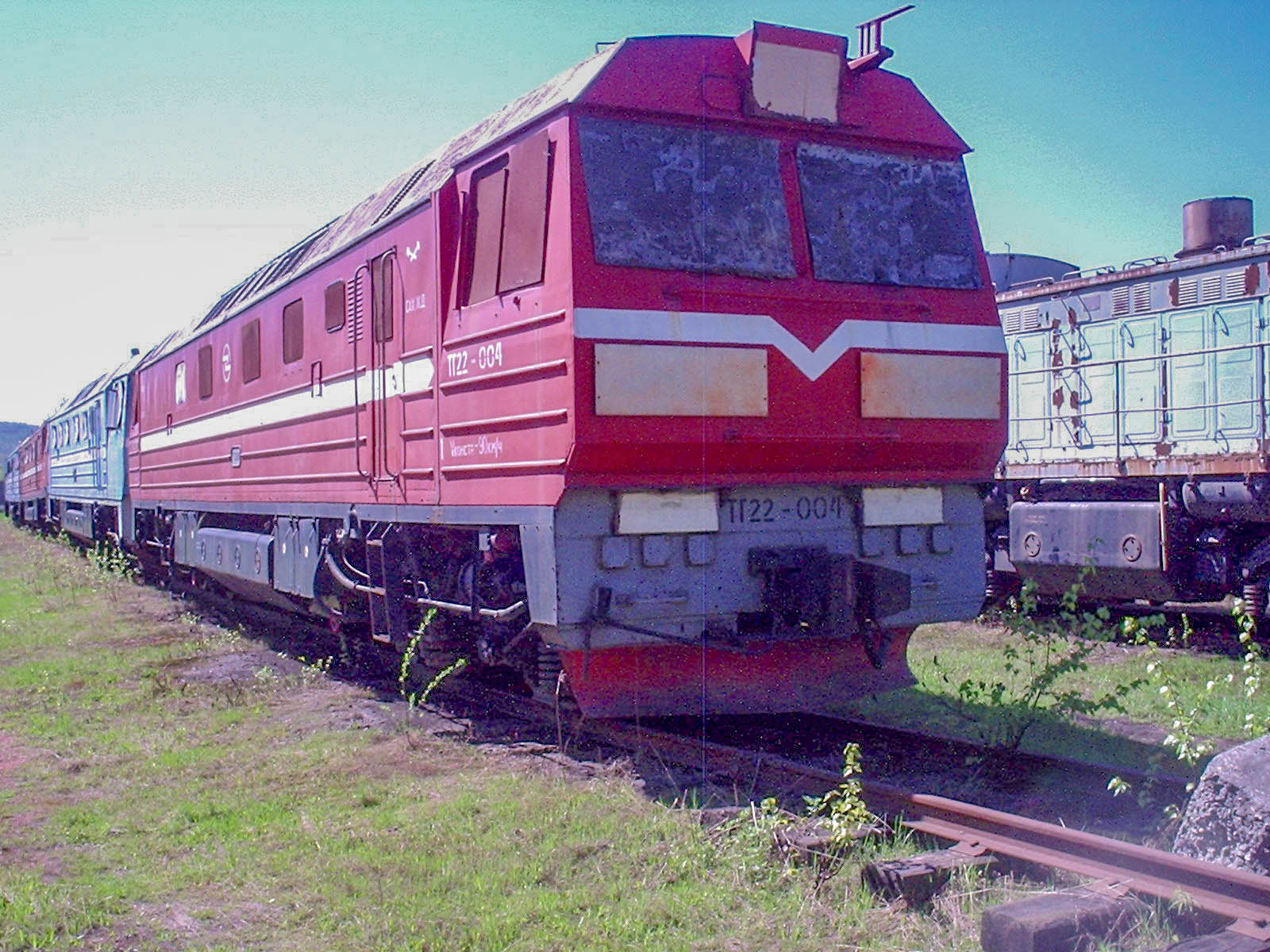
TG21型柴油机车